# حجل بربري

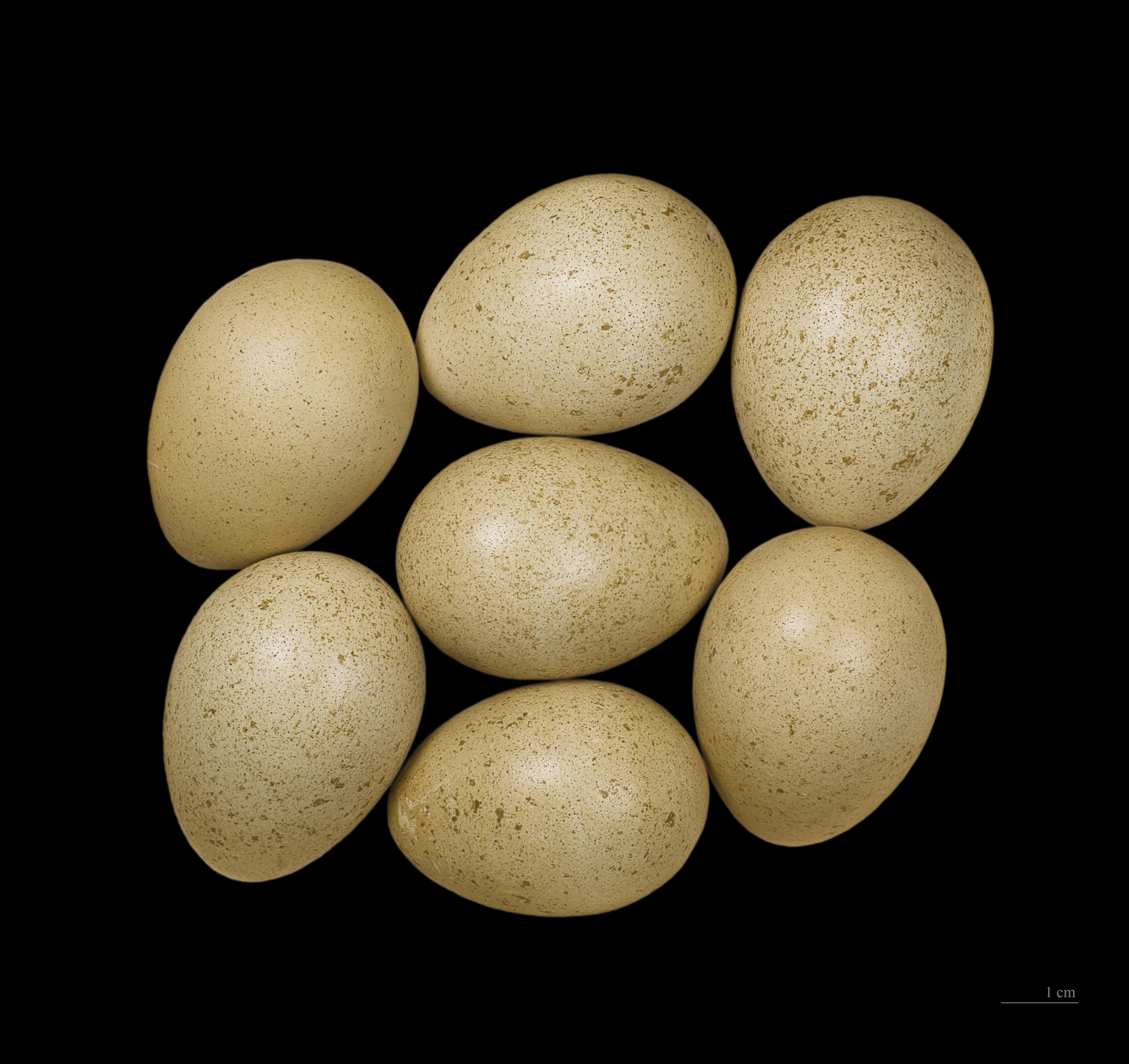
Alectoris barbara

الحجل البربري أو شنار مغربي (الاسم العلمي: Alectoris barbara) (بالإنجليزية: Barbary Partridge)‏، هو نوع فرعي لعائلة الحجل وهي تعيش في أساسا في شمال أفريقيا وفي جبل طارق وجزر الكناري وفي جزيرة ماديرا بالبرتغال بالرغم عدم وجود سجلات تبين ذلك، وهي أيضا موجودة في سردينيا. وترتبط ارتباطا وثيقا مع نظيرتها الأوروبية حجل أحمر الساق.
- يبلغ طول هذا الطائر إلى 33-36 سم وتضع بيضها في الأراضي الجافة بكشط الأرض لوضع العش ووضع 10-16 بيضة والحجل البربري يتناول طائفة واسعة من البذور وبعض المواد الغذائية والحشرات.

والحجل البربري هو طائر مستدير، لون معطفه رمادي وبني، والثدي والبطن برتقالي اللون.الوجه رمادي فاتح مع لطخة العنق الواسعة لونها الأبيض والأسود يشوبه الأجنحة البيضاء والساقين الحمراء وكغير طيور الحجل فإنها تهرب عندما تضطرب وإذا لزم تطير قليلا.